# Feldbahn Kohlenhof–Peiho–Tientsin
| Deutsche Zwillinge 149A-149B (Henschel-Werks-Nr. 5364 und 5365 von 1900) auf der „Feldbahnverbindung Kohlendorf–Peiho–Proviantamt in Tientsin“ |                     |                                                        |                                                        |
| Streckenlänge: | 7 km                |                                                        |                                                        |
| Spurweite: | 600 mm (Schmalspur) |                                                        |                                                        |
| Maximale Neigung: | 5,5 ‰               |                                                        |                                                        |
| |                     |                                                        |                                                        |
| \| \| \| normalspurige Bahnstrecke Tianjin-Tangshan \| \| \| \| 0 \| Kohlenhof am Bahnhof Beitang zwischen Hangu und Tanggu \| Kohlenhof am Bahnhof Beitang zwischen Hangu und Tanggu \| \| \| \| Pontonbrücke über den Peiho \| \| \| \| \| Zweigleisiger Kreuzungsbahnhof Tonikiakung \| \| \| \| ca. 5 \| Proviantamt in Tientsin \| Proviantamt in Tientsin \| |                     |                                                        |                                                        |
| Bahnhof quer |                     | normalspurige Bahnstrecke Tianjin-Tangshan             | normalspurige Bahnstrecke Tianjin-Tangshan             |
| Kopfbahnhof Streckenanfang (Strecke außer Betrieb) | 0                   | Kohlenhof am Bahnhof Beitang zwischen Hangu und Tanggu | Kohlenhof am Bahnhof Beitang zwischen Hangu und Tanggu |
| |                     | Pontonbrücke über den Peiho                            |                                                        |
| Bahnhof (Strecke außer Betrieb) |                     | Zweigleisiger Kreuzungsbahnhof Tonikiakung             | Zweigleisiger Kreuzungsbahnhof Tonikiakung             |
| Kopfbahnhof Streckenende (Strecke außer Betrieb) | ca. 5               | Proviantamt in Tientsin                                | Proviantamt in Tientsin                                |

Die Feldbahn Kohlenhof–Peiho–Tientsin war eine etwa 7 km lange Feldbahn mit einer Spurweite von 600 mm beim heutigen Tianjin in China.

## Geschichte
Die Feldbahn wurde ab dem 13. April 1901 von deutschen Streitkräften während der Niederschlagung des Boxeraufstandes durch die vereinigten acht Staaten im Chinesischen Kaiserreich verlegt und anschließend für den Verkehr freigeben. Die auf den Feld- und Eisenbahnbau spezialisierten deutschen Truppen bestanden aus 11 Offizieren, 27 Unteroffizieren und 245 Freiwilligen. Sie importierten 90 Kilometer vorgefertigte Gleisjoche mit einer Spurweite von 600 mm, fünf Zwillingslokomotiven und 50 Güterwagen.
Nach der Landung an der Taku-Mündung erreichten die alliierten Truppen mit der Normalspurbahn das Gebiet um Tianjin, wo sie Kasernen und Waffendepots als vorgeschobene Basis für ihren Angriff auf Peking einrichteten. Im Oktober 1900 baute ein deutsches Eisenbahnkontingent die „Feldbahnverbindung Kohlendorf–Peiho–Proviantamt in Tientsin“ als erste militärische Schmalspurbahn der alliierten Truppen.
Die Bahnstrecke war etwa 7 Kilometer lang und verfügte über eine 20 Meter lange Behelfsbrücke. Am Anfangsbahnhof gab es ein Gleisdreieck und einen zweiständigen Lokschuppen. Die Feldbahn führte über zwei unterschiedlich große Brücken und vier Durchlässe, über elf Dämme und durch acht bis zu 300 m lange Einschnitte und viele Bahnübergänge. Die größte Steigung war 5,5 ‰ (1:18). Auf halbem Weg lag der zweigleisige Kreuzungsbahnhof Tonikiakung. Sie wurde zunächst mit Maultieren und Pferden betrieben, um kleine Loren für den Transport von Munition zu ziehen. Als im April 1901 weitere 250 Tonnen Eisenbahnmaterial eintrafen, wurde auf der Strecke die deutschen Zwilling genannten Heeresfeldbahnlokomotiven 149A-149B (Henschel-Werks-Nr. 5364 und 5365 von 1900) für den Transport von Baumaterial, Waffen, Munition und Nachschub sowie für den Truppentransport eingesetzt.

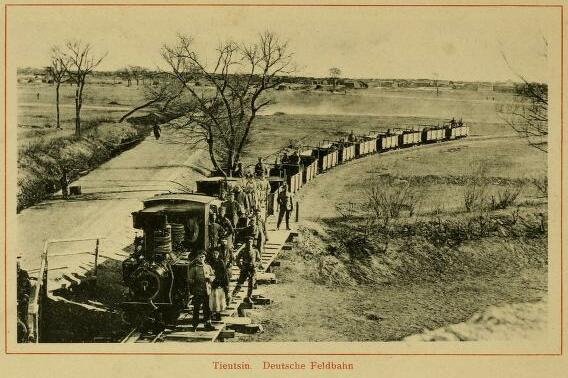
Tientsin – Deutsche Feldbahn
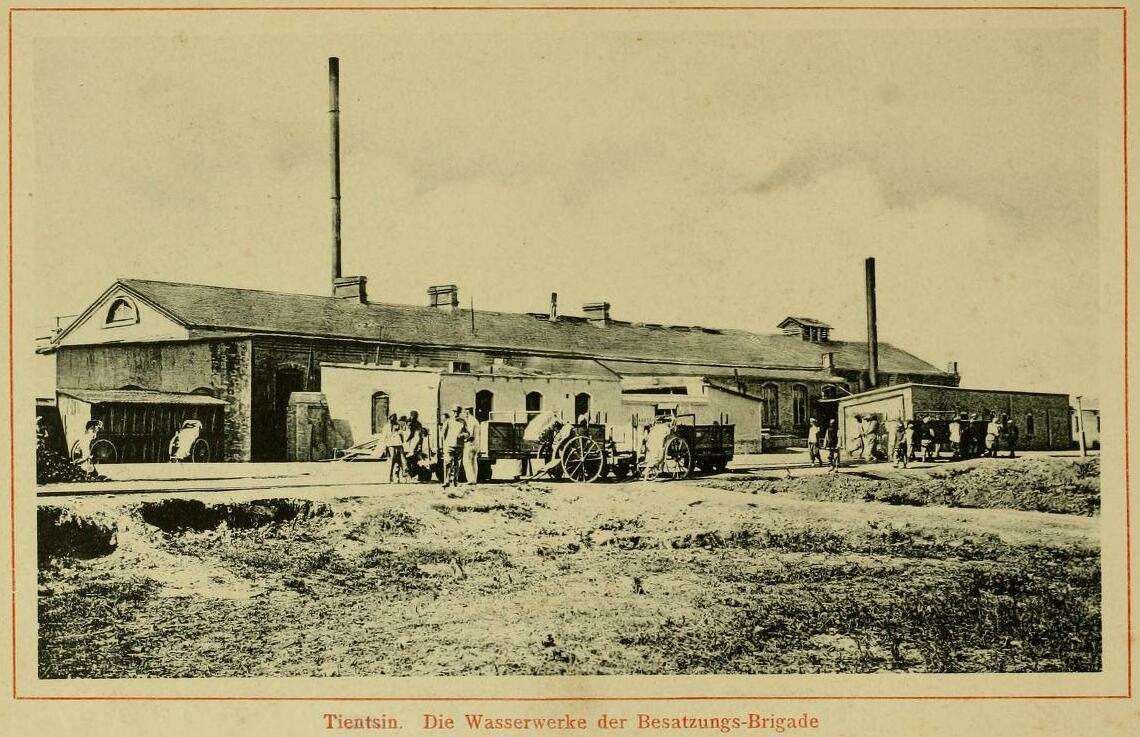
Tientsin – Die Wasserwerke der Besatzungs-Brigade
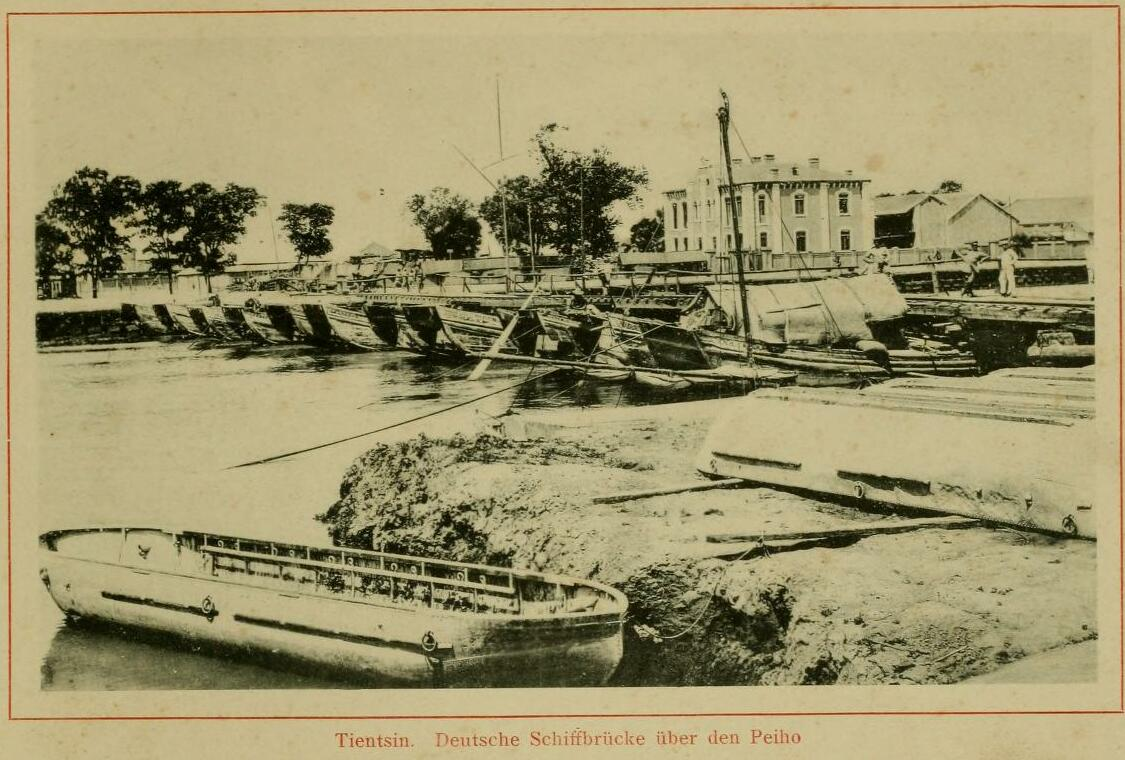
Deutsche Feldbahn-Schiffbrücke über den Peiho
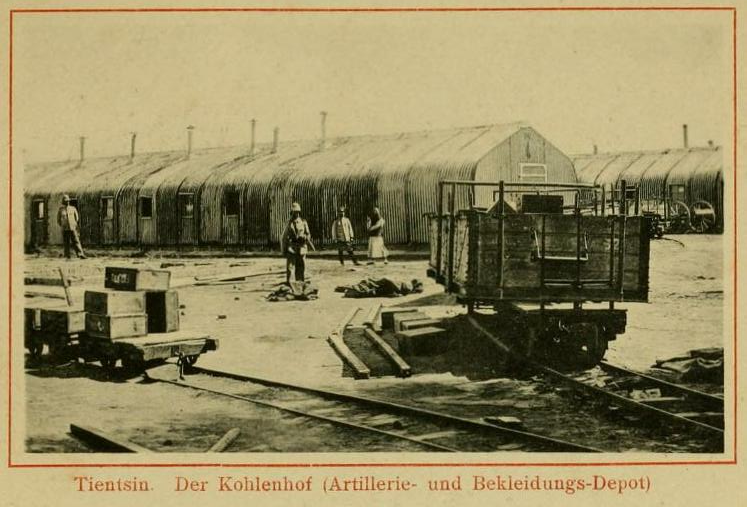
Tientsin – Der Kohlenhof (Artillerie- und Bekleidungs-Depot)
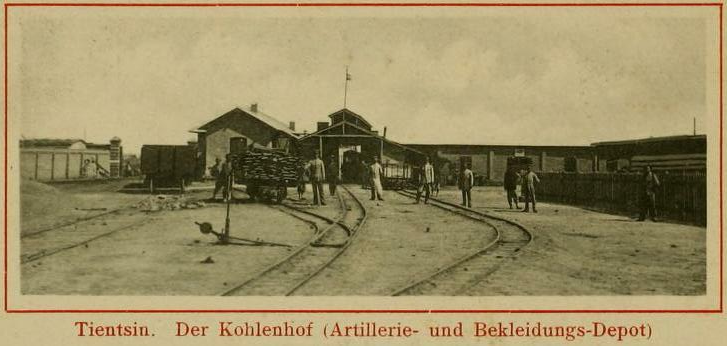
Tientsin – Der Kohlenhof (Artillerie- und Bekleidungs-Depot)
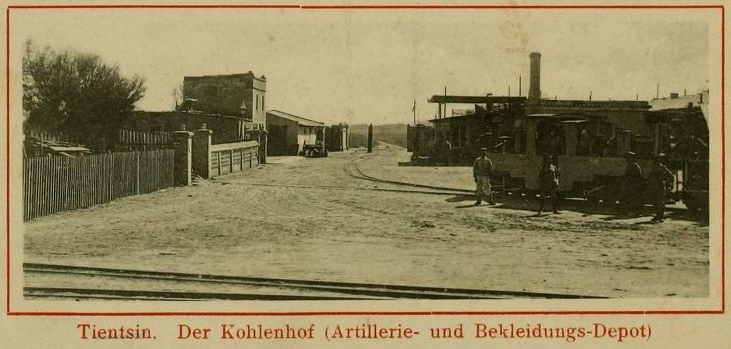
Tientsin – Der Kohlenhof (Artillerie- und Bekleidungs-Depot)